# Tour de Tailàndia
El Tour de Tailàndia (en tailandès ทัวร์ ออฟ ไทยแลนด์) és una cursa ciclista que es disputa durant el mes d'abril a Tailàndia. Creada el 2006, forma part de l'UCI Asia Tour amb una categoria de 2.2 i des del 2017 és reclassificada a 2.1.
Des del 2012 també es disputa una prova femenina, anomenada The Princess Maha Chackri Sirindhorn's Cup.

## Palmarès
| Any  | Vencedor              | Segon                   | Tercer                  |
| ---- | --------------------- | ----------------------- | ----------------------- |
| 2006 | Li Fuyu               | Hossein Askari          | Stephen Gallagher       |
| 2007 | Ahad Kazemi           | Tonton Susanto          | Hossein Jahanbanian     |
| 2008 | Alex Coutts           | Erik Hoffmann           | Björn Papstein          |
| 2009 | Andrew Bajadali       | Phuchong Sai-udomsin    | Jonathan Lovelock       |
| 2010 | Kiel Reijnen          | Nicholas White          | Deon Locke              |
| 2011 | Tobias Erler          | Miyataka Shimizu        | Bradley Hall            |
| 2012 | Mitchell Lovelock-Fay | Murodjon Khalmuratov    | David Edwards           |
| 2013 | Choi Ki Ho            | William Walker          | Yasuharu Nakajima       |
| 2014 | Yasuharu Nakajima     | Cheung King Lok         | Francisco Mancebo Pérez |
| 2015 | Yasuharu Nakajima     | Kōhei Uchima            | Cheung King Lok         |
| 2016 | Ben Hill              | Jandos Bijiguitov       | Ko Siu Wai              |
| 2017 | Ievgueni Guiditx      | Ma Guangtong            | Alan Marangoni          |
| 2018 | Benjamin Dyball       | Artiom Ovetxkin         | Thomas Lebas            |
| 2019 | Ryan Cavanagh         | Marcos García Fernández | Thomas Lebas            |
| 2020 | Nikodemus Holler      | Sarawut Sirironnachai   | Valentin Midey          |
| 2021 | Jambaljamts Sainbayar | Adne van Engelen        | Sarawut Sirironnachai   |
| 2022 | Alan Banaszek         | Yūma Koishi             | Raymond Kreder          |
| 2023 | Batsaikhan Tegshbayar | Jambaljamts Sainbayar   | Yūma Koishi             |
| 2024 | Adne van Engelen      | Thanakhan Chaiyasombat  | Anatoli Budiak          |
| 2025 | Alexander Salby       | Simon Pellaud           | Lorenzo Quartucci       |